# Columba pallidiceps
Columba pallidiceps là một loài chim trong họ Columbidae.